# Darko
Darko je moško osebno ime.

## Izvor imena
Ime Darko je po eni teoriji s pripono -ko podaljšana skrajšana oblika imena Božidar (Božidarko), po drugi teoriji pa je ime možno razlagati tudi iz imena Darij ali pa naravnost iz besede dár »darilo«.

## Različice imena
- moške različice imena: Darč, Darče, Dare, Dario, Darijo, Darjo, Darislav, Daro, Daromir, Daroslav
- ženska različica imena: Darka

## Pogostost imena
Po podatkih Statističnega urada Republike Slovenije je ime 1. januarja 2022 v Sloveniji uporabljalo 6.083 moških. Med vsemi moškimi imeni  je Darko po pogostosti uporabe uvrščen na 43. mesto, med vsemi imeni pa na 76. mesto.

## Osebni praznik
V koledarju je ime Darko zapisano skupaj z Božidarjem oziroma Teodorjem; god praznuje 9. novembra.